# Сент-Альжи
Сент-Альжи́ (фр. Saint-Algis) — коммуна во Франции, находится в регионе Пикардия. Департамент коммуны — Эна. Входит в состав кантона Вервен. Округ коммуны — Вервен.
Код INSEE коммуны — 02670.

## Население
Население коммуны на 2010 год составляло 159 человек.
| 1962 | 1968 | 1975 | 1982 | 1990 | 1999 | 2010 |
| ---- | ---- | ---- | ---- | ---- | ---- | ---- |
| 257  | 232  | 207  | 182  | 174  | 146  | 159  |

## Экономика
В 2010 году среди 86 человек трудоспособного возраста (15—64 лет) 61 были экономически активными, 25 — неактивными (показатель активности — 70,9 %, в 1999 году было 60,4 %). Из 61 активных жителей работали 53 человека (32 мужчины и 21 женщина), безработных было 8 (4 мужчины и 4 женщины). Среди 25 неактивных 4 человека были учениками или студентами, 8 — пенсионерами, 13 были неактивными по другим причинам.